# Hethemia dyarii
Hethemia dyarii är en fjärilsart som beskrevs av George Duryea Hulst 1900. Hethemia dyarii ingår i släktet Hethemia och familjen mätare. Inga underarter finns listade i Catalogue of Life.